# گوژندوو
گوژندوو (به لاتین: Gorzędów) یک روستا در لهستان است که در گمینا کامینگسک واقع شده‌است. گوژندوو ۸۳۲ نفر جمعیت دارد.